# Evans Butte
L'Evans Butte è una prominente butte antartica (ripida collina rocciosa dalla cima piatta), con la cima perennemente innevata e alta 2.570 m, situata alla testata del Ghiacciaio Albanus e che delimita l'estremità sudorientale delle Tapley Mountains, catena montuosa che fa parte dei Monti della Regina Maud, in Antartide.
La denominazione fu assegnata dall'Advisory Committee on Antarctic Names (US-ACAN) in onore del luogotenente Eldon L. Evans, della U.S. Navy, ufficiale medico della Stazione Byrd durante l'inverno 1962.